# Senotainia kozlovi
Senotainia kozlovi är en tvåvingeart som beskrevs av Boris Borisovitsch Rohdendorf och Yu. G. Verves 1980. Senotainia kozlovi ingår i släktet Senotainia och familjen köttflugor.
Artens utbredningsområde är Mongoliet. Inga underarter finns listade i Catalogue of Life.